# Adelophryne adiastola
Adelophryne adiastola är en groddjursart som beskrevs av Marinus S. Hoogmoed och Lescure 1984. Adelophryne adiastola ingår i släktet Adelophryne och familjen Eleutherodactylidae. IUCN kategoriserar arten globalt som livskraftig. Inga underarter finns listade i Catalogue of Life.
Arten förekommer i södra Colombia, östra Peru och i angränsande områden av Brasilien. Den lever i låglandet och i kulliga områden upp till 200 meter över havet. Adelophryne adiastola lever i tropiska fuktiga skogar och den vistas främst på marken.